# Caproni Ca.60
Caproni Ca.60 Noviplano, також відомий під назвами «Transaereo» та «Capronissimo» — експериментальний летючий човен-авіалайнер. Основним призначенням прототипу було відпрацювання технічних вирішень перед побудовою 150-місного трансатлантичного авіалайнера.
Літак мав незвичну аеродинамічну схему: дев'ять крил, розташовуваних тандемом у трьох пакетах за трипланною схемою. Ca.60 було оснащено вісьмома двигунами Liberty L-12 сумарною потужністю 3200 к. с.
Під час другого випробувального польоту 4 березня 1921 року практично відразу після злету, на висоті 18 метрів, літак зруйнувався й звалився у воду. Пілот та бортінженери не постраждали.

## Передісторія створення
Джованні Баттіста Капроні (італ. Giovanni Battista Caproni), більше відомий як Джанні Капроні, став визнаним авіаконструктором під час Першої світової війни. Його компанія Società de Agostini e Caproni досягла значних успіхів, особливо в галузі будівництва великих багатомоторних і у тому числі двофюзеляжних бомбардувальників. Кінець війни у 1918 році спричинив різке зменшення замовлень на військову техніку, тому Капроні став шукати шляхи виходу на ринок цивільної авіації.
Ще у 1913 році авіаконструктор, якому було тоді 27 років, сказав в інтерв'ю «Gazzetta dello Sport», що «літаки, спроможні вміщати понад сотню пасажирів та які зможуть подолати трансокеанські відстані за декілька годин, скоро стануть реальністю». Після війни Капроні одним з перших став конструювати величезний та амбіційний транспортно-пасажирський гідролітак, перший патент на який було видано уже 6 лютого 1919 року. Капроні також вважав, що в авангарді будуть літаки, спроможні здійснювати далекі рейси. Конструкція багатомоторного гідролітака місткістю понад 100 пасажирів, що вважалася досить екстравагантною на той час, дозволила б добиратися до віддалених або важкодоступних районів швидше, ніж наземними або морськими маршрутами і за значно нижчою ціною.
Найамбіційнішим проектом літального апарата з тандемними крилами за всю історію авіації став італійський «летючий плавучий будинок» «Сa.60» («Transaero», «Noviplano») фірми Caproni, створений у 1920 році, який за свої масштаби отримав назву «Капронісімо».

## Конструкція

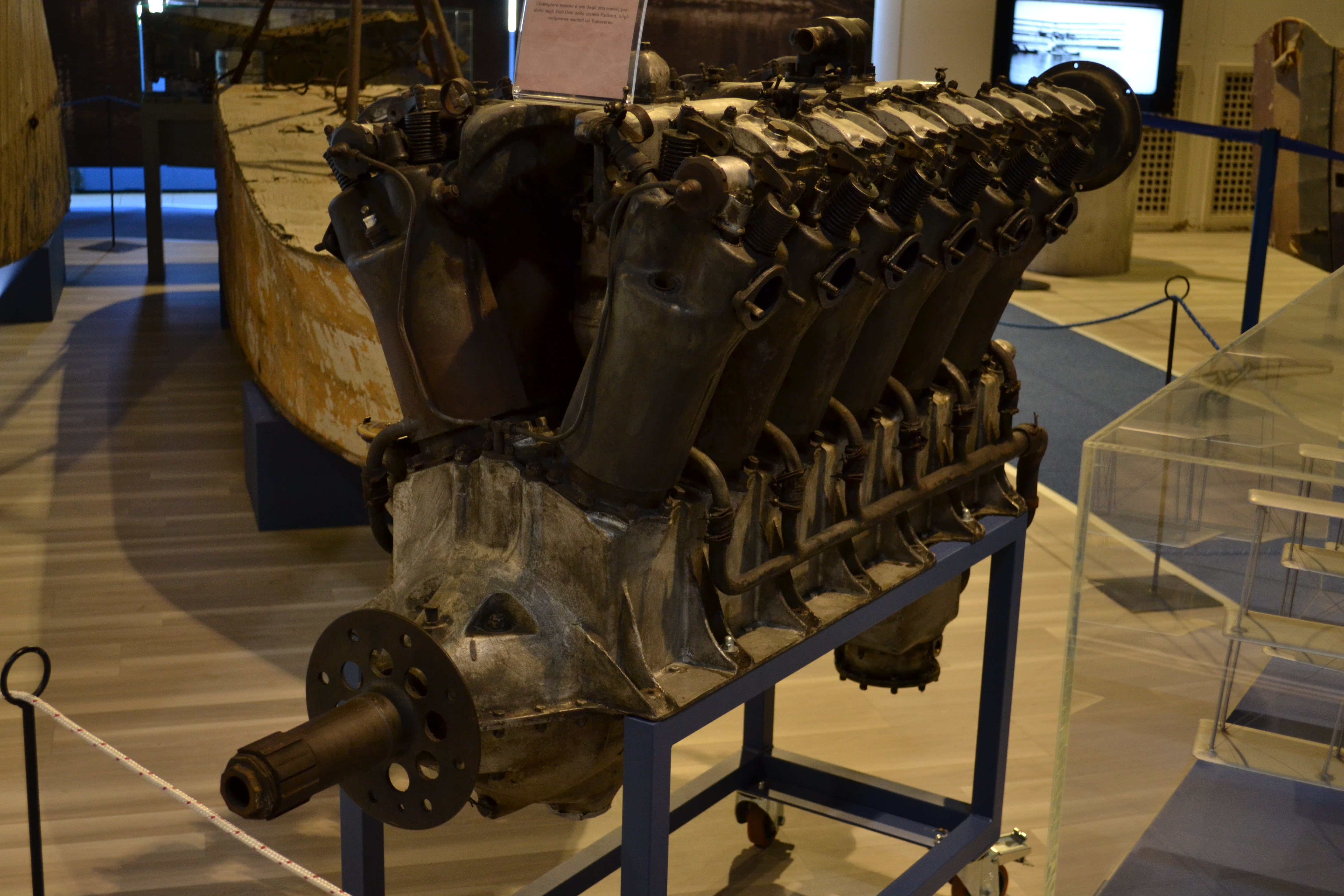
Один з восьми двигунів Liberty L-12 від «Transeaereo», в експозиції Музею Капроні

Знаючи про проблеми, пов'язані з безпекою польотів, італійський авіаконструктор зосередився на можливостях підвищення надійності літака та мінімізації збитків від аварій. По-перше, він оснащував гідролітак такою кількістю двигунів, щоб надати йому можливість залишатися в повітрі навіть у разі відмови до 3 моторів. Конфігурація гідролітака забезпечила відносну легкість у зльоті-посадці (для майбутнього літаючого човна аеродромом могло служити озеро навіть найскромніших розмірів). Нарешті, він визнав важливість підвищення комфорту для пасажирів за рахунок збільшення крейсерської висоти польоту, систем турбонаддування та повітряних гвинтів змінного кроку, які компенсуватимуть втрату потужності двигуна на великих висотах.
«Летючий плавучий будинок» «Сa.60» оснащувався трьома комплектами трипланних крил (тобто це був потрійний триплан), що залишилися від бомбардувальників-трипланів часів Першої світової війни. Ці крила встановлювалися над стомісним корпусом, який справді більше нагадував плавучий будинок, ніж будь-який із відомих літаків. З боків від фюзеляжу було встановлено пару поплавців-аутригерів. Сумарна площа дев'яти крил становила 750 м² (лише один літак в історії авіації мав більшу площу крила — гігантський літаючий човен Hughes H-4, побудований у 1947 році). Центральні крила кожного трипланного набору з'єднувалися двома паралельними коробчастими конструкціями, що нагадували фюзеляжі.
У кожній з таких конструкцій попереду і позаду розміщалися двигуни Liberty L-12 потужністю 400 к. с. Додаткові силові установки, що включали один штовхаючий і один тягнучий двигун, були розташовані між фюзеляжами у передньому та задньому трипланних наборах крил. Загалом, літак оснащувався вісьмома двигунами.
На всіх дев'яти крилах було встановлено елерони, але задні елерони виконували також функції керма висоти. Вертикальні кілі та керма напрямку були встановлені із зовнішнього боку фюзеляжів між усіма задніми крилами.

## Будівництво

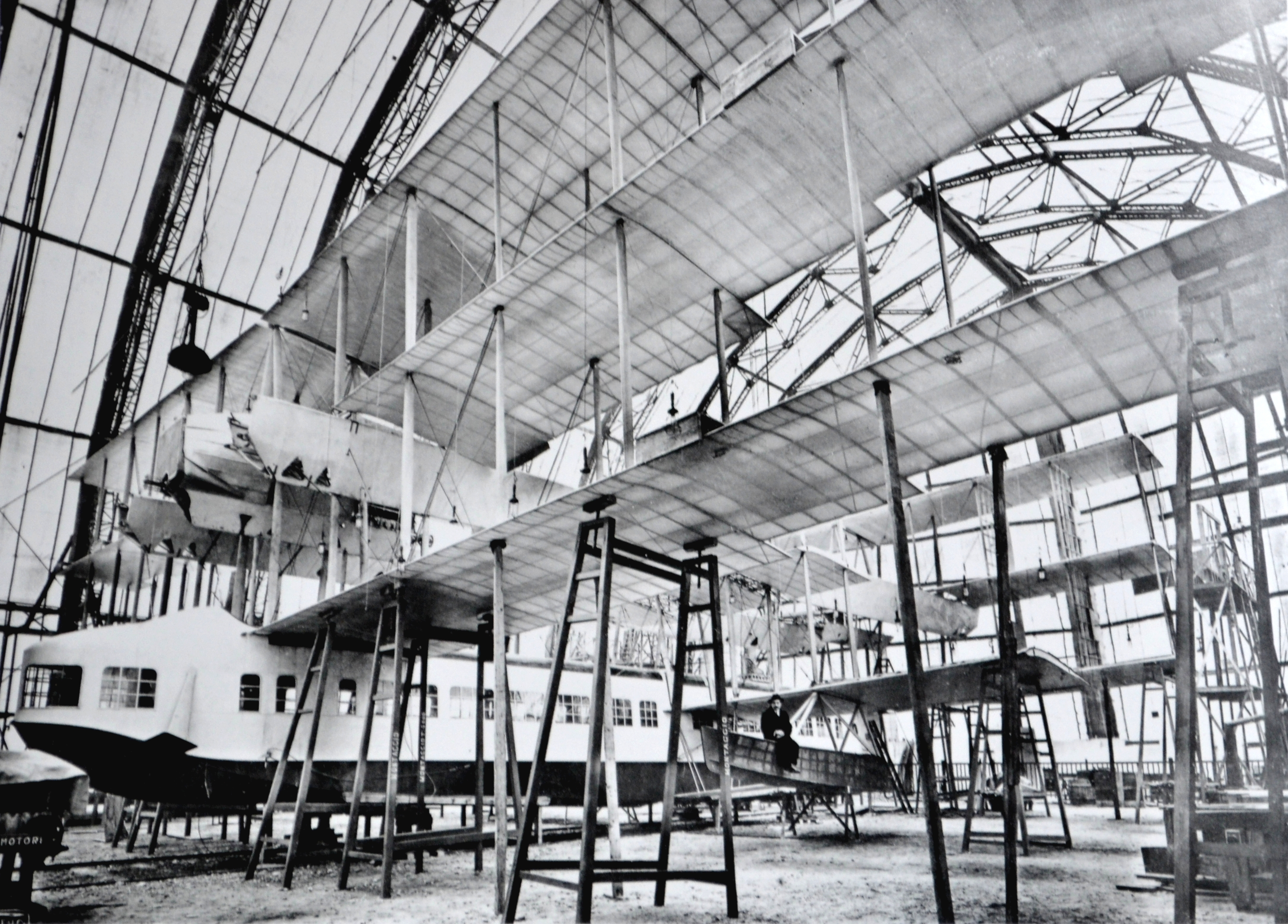
«Transaereo» під час спорудження у Сесто-Календе. Джані Капроні сидить на аутригері

Будівництво «Transaero» було розпочате у другій половині 1919 року. Через рік на березі озера Маджоре було збудовано великий ангар, в який перемістили складання літака і де воно було закінчене. 
На будівельному майданчику побував посол у США Роберт Андервуд Джонсон, якому сподобався «великий гідролітак». Преса підтвердила, що заплановано розпочати льотні випробування у січні 1921 року і відзначала, що якщо Ca.60 успішно пройде тестові випробування, Італія стане світовим лідером у сфері цивільного повітряного транспорту.

## Випробування
Вперше Ca.60 вивели з ангара 20 січня 1921 року, він відразу став ласим об'єктом фотооб'єктивів. Наступного дня літак за планом повинен був вперше стати на воду. Однак у зв'язку з низьким рівнем води та деякими труднощами з рампою, яка з'єднувала ангар із озером, гідролітак не зміг спуститися на воду. Більше того, при цій спробі було зламано перше нижнє крило літака. Робітники працювали всю наступну ніч, все було відремонтовано, та все ж — на розчарування Капроні — при наступній спробі спуску на воду виявився несправним стартер.
9 лютого, нарешті, із двигунами, що працювали належним чином, літак було спущено на воду і він розпочав маневрування по воді. Літак зробив декілька кіл. Випробування незабаром були перервані погодою, що погіршилася, але їх результат був визнаний позитивним. Літак виявився легким в управлінні і досить маневреним. Після випробувань Капроні заявив: «Якби я знав про труднощі, з якими мені доведеться зіткнутися, у мене, мабуть, не вистачило б мужності, щоби все почати». 12 лютого 1921 року літак досяг швидкості 130 кілометрів на годину і вперше піднявся у повітря. Після польоту відзначалося, що літак добре реагує на керуванні впливи.
Другий політ відбувся 4 березня. Літак прискорився до 100—110 кілометрів на годину, проте при зльоті пілот занадто сильно потягнув штурвал на себе, літак відірвався від води з великим тангажем на хвіст і тут потужності двигунів не вистачило, хвіст літака зачепив поверхню води, а через секунду і весь літак впав на воду. Ніс і зруйновані передні крила занурились, середина фюзеляжу і хвіст утримувались на плаву.
Капроні особисто спостерігав все це з берега. Пізніше він прокоментував: «Отже, плід багаторічної роботи, літак, який мав стати основою для майбутньої авіації, все втрачено в одну мить! Але ми не можемо впадати у відчай, якщо хочемо прогресувати. Шлях прогресу усіяний стражданнями».

## Причини аварії
Причин аварії було виявлено дві. Перша — помилка пілота Фредеріко Семпріні, який тягнув штурвал у спробі набрати висоту без набраної належної швидкості ймовірно намагаючись уникнути зіткнення з пароплавом, що рухався попереду. Друга — переміщення по салону мішків з піском, які були розміщені як баласт, що імітував наявність пасажирів: вони не були прив'язані до місць і в момент зльоту перекотилися у хвостову частину літака, сильно змістивши центр тяжіння назад.

## Подальша доля
Під час аварії літаючий човен зазнав серйозних пошкоджень, але задні дві третини фюзеляжу й центральні та кормові крила були майже неушкодженими. Однак «Transaereo» довелося буксирувати до берега. Переправа через озеро ще більше пошкодила літак: корпус заповнила значна кількість води і фюзеляж частково затонув, а центральна і кормова частина комплектів крил були пошкоджені та частково лягли у воду.
Кабіна пілотів, провівши 17 годин під водою, не підлягала відновленню і через тиждень було вирішено розібрати літак на метал та побудувати новий. Але на жаль, влітку 1921 року в Італії змінився міністр внутрішніх справ, новим став Іваное Бономі, у який неприязно ставився до Капроні і уряд припинив фінансування проекту.
Вартість ремонту, за власною оцінкою Капроні, становила б одну третину від загальної вартості створення прототипу та він сумнівався, що ресурсів компанії буде достатньо для підтримки таких фінансових зусиль. Однак після початкового розчарування 6 березня Капроні вже розглядав модифікації конструкції, щоб реалізувати проект трансатлантичного літаючого човна на 100 пасажирів. Він був упевнений, що «Transaereo» є перспективною машиною, і вирішив створити модель у масштабі 1/4, щоб продовжити тестування концепції.
При обговоренні з Де Зібертом та Іваное Бономі (який незадовго до цього був військовим міністром), Капроні переконував, що може створити модель у масштабі 1/3, і Бономі пообіцяв, що, якщо він переможе на виборах, його кабінет надасть конструктору необхідну фінансову підтримку. Проте, незважаючи на те, що Бономі фактично став прем'єр-міністром у липні, більш нагальні політичні пріоритети зрештою спричинили відмову від проєкту «Transaereo».
На сьогоднішній день від літака залишилися лише поплавці, один двигун та нижня частина носа, які виставляються у Музеї аеронавтики Джанні Капроні у місті Тренто.

## Характеристики
Технічні характеристики
- Екіпаж: 8 осіб
- Пасажиромісткість: 100 осіб
- Довжина: 23,6 м
- Висота: 9,63 м
- Розмах крил: 30,5 м
- Площа крила: 750 м²
- Маса спорядженого: 26 000 кг
- Порожня вага: 14 000 кг
- Двигуни: Рідинного охолоджения 8× Liberty L-12 (400 к. с. — 298 кВт)
- Рушії: 4-лопатеві повітряні гвинти з фіксованим кроком
- Крейсерська швидкість: 130 км/год
- Дальність: 610 км
- Тягооснащеність: 11 Вт/кг.